# موکرا (استان سیلسیان)
موکرا (به لاتین: Mokra) یک روستا در لهستان است که در گمینا میچنو واقع شده‌است. موکرا ۷۹۶ نفر جمعیت دارد.